# Гимарайнс, Жозе Роберто
См. также Зе Роберто (значения)

Жозе Роберто Лажис Гимарайнс, более известный как Зе Роберто (порт.-браз. José Roberto Lages Guimarães (Zé Roberto), 31 июля 1954, Кинтана, штат Сан-Паулу, Бразилия) — бразильский волейболист и волейбольный тренер. Трижды под его руководством сборные Бразилии становились олимпийскими чемпионами — мужская (в 1992) и дважды женская (в 2008 и 2012).

## Биография
Игровая карьера Жозе Роберто Гимарайнса (Зе Роберто) началась в 13-летнем возрасте выступлениями за молодёжную команду «Ранди Эспорте» из Сан-Паулу. Впоследствии за её основной состав волейболист играл до 1979 года, а затем на протяжении 9 лет выступал за целый ряд других команд Бразилии. В 1984 с клубом «Минас» из Белу-Оризонти Зе Роберто выиграл «золото» национального чемпионата. В 1973—1977 Зе Роберто являлся связующим сборной Бразилии, с которой трижды выигрывал чемпионаты Южной Америки (в 1973, 1975 и 1977) и участвовал в Олимпийских играх 1976 года в канадском Монреале.
После окончания в 1988 году игровой карьеры Зе Роберто переключился на тренерскую работу. В 1989—1990 он являлся ассистентом наставника мужской сборной Бразилии Бебето ди Фрейтаса, а в 1991 возглавлял сразу две бразильские женские сборные — молодёжную и юниорскую, с которыми выиграл «серебро» двух чемпионатов мира — молодёжного и среди девушек. В 1992 Зе Роберто был назначен главным тренером мужской национальной команды, которую в том же году привёл к убедительной победе на Олимпийских играх в Барселоне. Затем бразильские волейболисты под его руководством выиграли Мировую лигу (в 1993), дважды чемпионат Южной Америки (в 1993 и 1995), но после неудачи на Олимпиаде-1996 в Атланте, где выбыли на четвертьфинальной стадии, уступив в упорнейшей борьбе югославам, Зе Роберто ушёл в отставку.
В 1996—1998 Зе Роберто вновь тренировал мужские клубные бразильские команды, выиграв в 1997 серебряные награды национального первенства с «Банеспой», а в 1999—2000 работал менеджером футбольного клуба «Коринтианс».
В 2000 году Зе Роберто вернулся в волейбол и возглавил женскую команду БКН/«Финаса» из Озаску, которую трижды подряд (в 2003—2005) приводил к победе в чемпионатах страны.
В 2003 году началась долгая тренерская карьера Зе Роберто в женской сборной Бразилии, главным тренером которой его назначили после отставки прежнего наставника Марко Аурелио Мотты, у которого возник конфликт с рядом ведущих игроков. В том же году национальная команда под руководством уже нового тренера по традиции первенствовала в чемпионате Южной Америки, а затем взяла «серебро» Кубка мира.
Летом 2004 бразильская сборная первенствовала на Гран-при, а вот Олимпиада того же года в Афинах, куда бразильянки ехали в качестве одного из главных фаворитов, принесла болельщикам команды разочарование. В полуфинале женского волейбольного турнира Игр против сборной России команда Бразилии умудрилась упустить победу, хотя вела по сетам 2:1 и 24:19 в 4-й партии. Эта досадная неудача оказала столь деморализующее действие на подопечных Зе Роберто, что в поединке за 3-е место они уступили и команде Кубы. Через два года ситуация частично повторилась уже в финале чемпионата мира, где Бразилии вновь противостояла команда России. Находясь всего в двух очках от победы, бразильские волейболистки вновь упустили близкую победу.
Эффектный реванш эти неудачи Зе Роберто и его команда взяли на пекинской Олимпиаде 2008 года, в волейбольном турнире которой одержали 8 побед в 8 матчах с общим счётом 24:1. Зе Роберто стал первым наставником, который приводил к олимпийскому «золоту» как мужскую, так и женскую сборные. Через 4 года в Лондоне бразильские волейболистки повторили свой олимпийский успех, а Зе Роберто стал первым волейбольным тренером — трёхкратным олимпийским чемпионом. Всего же под его руководством женская сборная Бразилии становилась победителем 29 официальных международных турниров мирового и континентального уровня.
Кроме руководства национальной сборной своей страны Зе Роберто имеет серьёзные тренерские достижения и на клубном уровне. В 2006—2009 он работал в Италии в команде «Скаволини» (Пезаро), которую дважды приводил к победе в чемпионатах Италии и выигрывал с ней Кубок Италии и Кубок ЕКВ. В 2010—2012 Зе Роберто тренировал турецкий «Фенербахче», с которой в 2011 выиграл чемпионат Турции, а в 2012 — европейскую Лигу чемпионов.
На домашних Олимпийских играх 2016 года в Рио-де-Жанейро женская сборная Бразилии имела статус безусловного фаворита, но поражение подопечных Зе Роберто уже на четвертьфинальной стадии от сборной Китая перечеркнуло надежды хозяек Олимпиады на третье подряд олимпийское «золото» и повторение выдающего достижения великой сборной Кубы периода 1992—2000. Тем не менее кредит доверия к Зе Роберто со стороны бразильских волейбольных властей не был исчерпан и он продолжил работу в женской национальной команде.

### Игровая клубная карьера
- 1967—1979 —  «Ранди Эспорте» (Сан-Паулу);
- 1979—1982 —  «Пирелли» (Санту-Андре);
- 1982—1983 —  «Олимпико» (Блуменау);
- 1983—1984 —  «Минас» (Белу-Оризонти);
- 1984—1985 —  «Паулистано» (Сан-Паулу);
- 1985—1986 —  «Банеспа» (Сан-Паулу);
- 1986—1987 —  «Трансбразил» (Бразилиа);
- 1987—1988 —  ABASC (Бразилиа).

### Тренерская карьера
- 1988—1989 —  «Пайнейрас ду Морумби» (Сан-Паулу) — мужчины — главный тренер;
- 1989—1990 —  мужская сборная Бразилии — тренер;
- 1989—1991 —  «Паулистано» (Сан-Паулу) — мужчины — главный тренер;
- 1991 —  женские молодёжная и юниорская сборные Бразилии — главный тренер;
- 1991—1992 —  «Колгейт Сан-Каэтану» (Сан-Каэтану-ду-Сул) — мужчины — главный тренер;
- 1992—1996 —  мужская сборная Бразилии — главный тренер;
- 1996—1997 —  «Банеспа» (Сан-Паулу) — мужчины — главный тренер;
- 1997—1998 —  «Дайвит» (Сан-Паулу) — мужчины — главный тренер;
- 2000—2005 —  БКН/«Финаса-Озаску» (Озаску) — женщины — главный тренер;
- с 2003 —  женская сборная Бразилии — главный тренер;
- 2005—2006 —  «Унисул» (Сан-Жозе) — мужчины — главный тренер;
- 2006—2009 —  «Скаволини» (Пезаро) — женщины — главный тренер (2006—2007, 2008—2009), технический директор (2007—2008);
- 2010—2012 —  «Фенербахче» (Стамбул) — женщины — главный тренер;
- 2012—2014 —  «Волей Амил» (Кампинас) — женщины — главный тренер;
- 2016—2023 —  «Волей Бауру» (Бауру) — женщины — главный тренер;
- с 2023 —  «Тюрк Хава Йоллары» (Стамбул) — женщины — главный тренер.

## Тренерские достижения[2]

### Со сборными
Мужская сборная Бразилии:
- Олимпийский чемпион 1992.
- победитель Мировой лиги 1993;
  - серебряный (1995) и бронзовый (1994) призёр Мировой лиги.

 Женская юниорская сборная Бразилии:
- серебряный призёр юниорского чемпионата мира 1991.

 Женская молодёжная сборная Бразилии:
- серебряный призёр молодёжного чемпионата мира 1991.

 Женская сборная Бразилии:
- двукратный Олимпийский чемпион — 2008, 2012;
  - серебряный призёр Олимпийских игр 2020.
  - бронзовый призёр Олимпийских игр 2024.
- 3-кратный серебряный (2006, 2010, 2022) и бронзовый (2014) призёр чемпионатов мира.
- двукратный серебряный призёр розыгрышей Кубка мира — 2003, 2007.
- двукратный победитель розыгрышей Всемирного Кубка чемпионов — 2005, 2013;
  - двукратный серебряный призёр розыгрышей Всемирного Кубка чемпионов — 2009, 2017.
- 9-кратный чемпион Мирового Гран-при — 2004, 2005, 2006, 2008, 2009, 2013, 2014, 2016, 2017;
  - 3-кратный серебряный (2010, 2011, 2012) и бронзовый (2015) призёр Гран-при.
- 3-кратный серебряный призёр Лиги наций — 2019, 2021, 2022.
- 11-кратный чемпион Южной Америки — 2003, 2005, 2007, 2009, 2011, 2013, 2015, 2017, 2019, 2021, 2023.
- чемпион Панамериканских игр 2011;
  - 3-кратный серебряный призёр Панамериканских игр — 2007, 2015, 2023.
- 3-кратный победитель розыгрышей Панамериканского Кубка — 2006, 2009, 2011.
- победитель розыгрыша Кубка «Финал четырёх» 2008.

### С клубами
Мужские команды:
- серебряный призёр чемпионата Бразилии 1997.

Женские команды:
- 3-кратный чемпион Бразилии — 2003—2005;
  - серебряный (2002) и бронзовый (2013) призёр чемпионатов Бразилии.
- чемпион Италии 2009.
- победитель розыгрыша Кубка Италии 2009.
- чемпион Турции 2011.
- победитель розыгрыша Суперкубка Турции 2010.
- чемпион мира среди клубных команд 2010.
- победитель Лиги чемпионов ЕКВ 2012.
- победитель розыгрыша Кубка Европейской конфедерации волейбола 2008.